# La Jolla

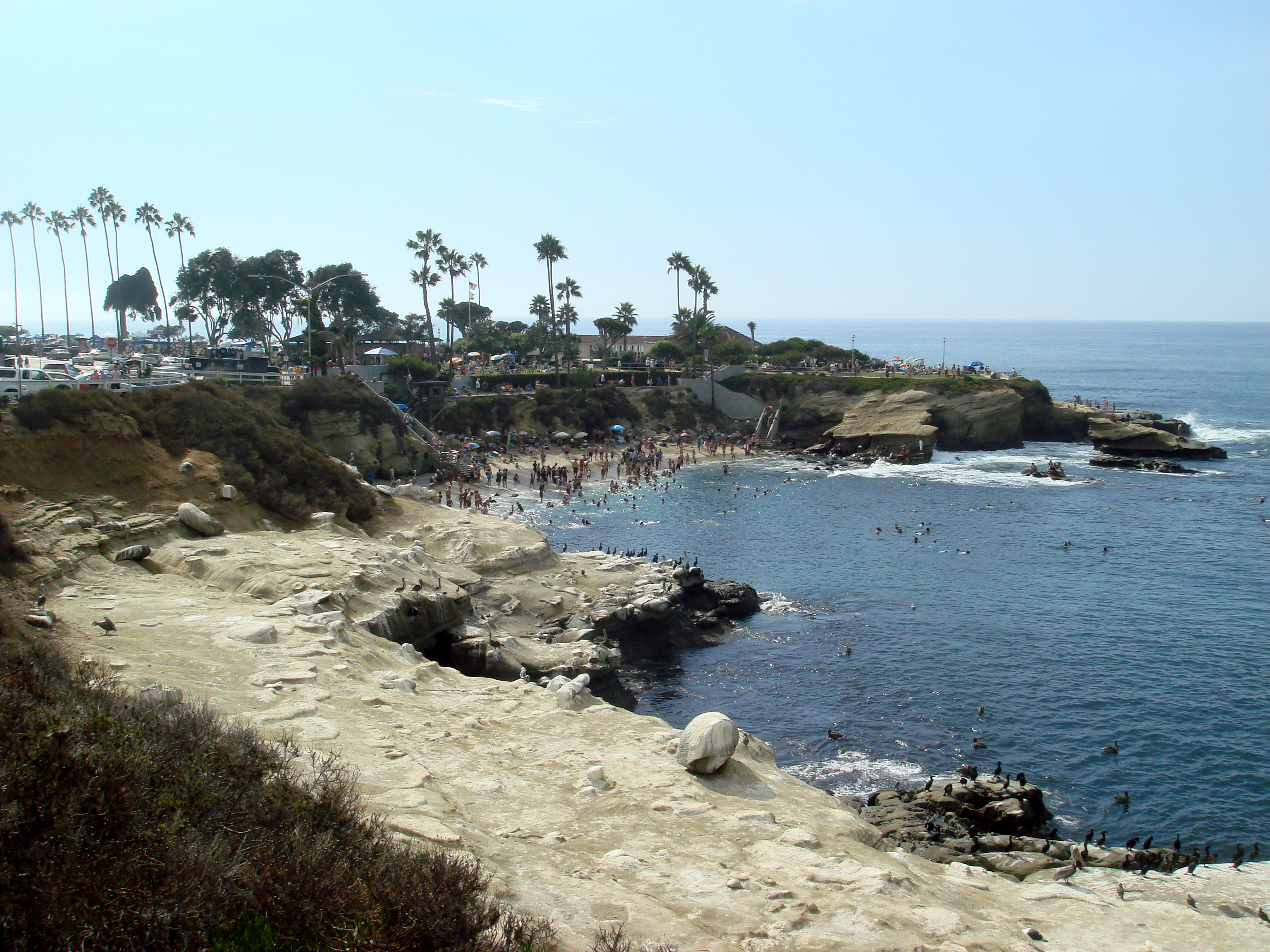
La Jolla Cove.

La Jolla (uttalas "la-håjja", vilket betyder "Juvelen" på spanska) är ett välbärgat område och badort, med flera mil kustremsa mot Stilla havet i södra Kalifornien. Även om det officiellt är en del av San Diego, Kalifornien, behåller La Jolla sin egen småstadsatmosfär och sin egen stolthet. La Jolla är hem för ungefär 42 808 personer. La Jolla har tre olika typer av natur - dess grova kustlinje med stränder och klippor, raviner samt sluttningar vid Mount Soledad. La Jolla är beläget cirka 20 km norr om San Diego, och cirka 64 km söder om Orange County, Kalifornien. La Jolla är mest känt för sitt vackra väder året om, med en normaltemperatur på 21,4 °C (70,5 °F) vilket gör denna plats till ett turistmål. La Jolla är även känt för sin överklass, shopping och mat, med exklusiva butiker, utländska butiker och gourmetrestauranger kring Prospect Street.
La Jolla är även hemvist för University of California, San Diego (UCSD), Salk Institute och Scripps Institution of Oceanography. Detta samhälle är det näst största området med bioteknikföretag i USA. Det enda området med fler bioteknikföretag är Boston.

## Områden
- La Jolla Farms - Husen som ligger högst upp på berget, ovanför Black's Beach och nära den västra delen av UCSD:s campus.
- La Jolla Shores - Ett bostadsområde och Scripps Institution of Oceanography campus vid La Jolla Shores beach öster om berget.  I området finns liten företagsverksamhet med shopping och restauranger vid området kring Avenida de la Playa.
- La Jolla Heights - är ett husområde på berget med utsikt över La Jolla Shores. Ingen företagsverksamhet.
- Hidden Valley - Lägre delen av Mount Soledad på den norra delen. Ingen företagsverksamhet.
- Country Club - Lägre Mount Soledad på den nordvästra sidan, inkluderar La Jolla Country Club golfbana.
- Village - även känt som Village of La Jolla (blanda inte ihop med La Jolla Village) Företagsområde downtown, här finns La Jollas flesta affärer och restauranger, och omges av bostadsområden.
- Beach-Barber Tract - Kustlinjen av Windansea Beach. Ett fåtal restauranger och affärer, de flesta på La Jolla Blvd.
- Lower Hermosa - Ett kustområde vid södra Beach-Barber Tract. Ingen företagsverksamhet.
- Bird Rock - Söder/kustområdet La Jolla, och den nedre delen av Mt Soledad. Affärer och restauranger vid La Jolla Blvd.
- Muirlands - Förhållandevis det största området vid västra/mittersta sidan av Mt. Soledad. Ingen företagsverksamhet.
- La Jolla Mesa  - En landremsa på den lägre södra sidan av Mt. Soledad, omgiven av Pacific Beach.
- La Jolla Alta - Ett område öster om La Jolla Mesa.
- Soledad South -  Sydöstra delen av Mount Soledad, ända upp till toppen, öster om La Jolla Alta.
- Muirlands West - Ett område mellan Muirlands i söder, och Country Club i norr.
- Upper Hermosa -  Norr om Bird Rock, öster om La Jolla Blvd.
- La Jolla Village - (blanda inte ihop med Village of La Jolla) - nordöstra La Jolla, öster om La Jolla Heights, nord och väst om I-5, och söder om UCSD. I området finns The La Jolla Village Square shopping och bostadsköpcentrum, inklusive La Jollas två bioteatrar.

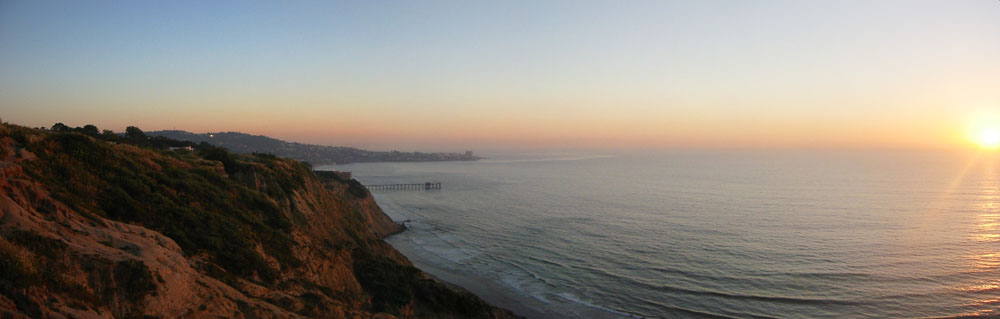
Panoramabild av La Jolla från Torrey Pines

## Landskap

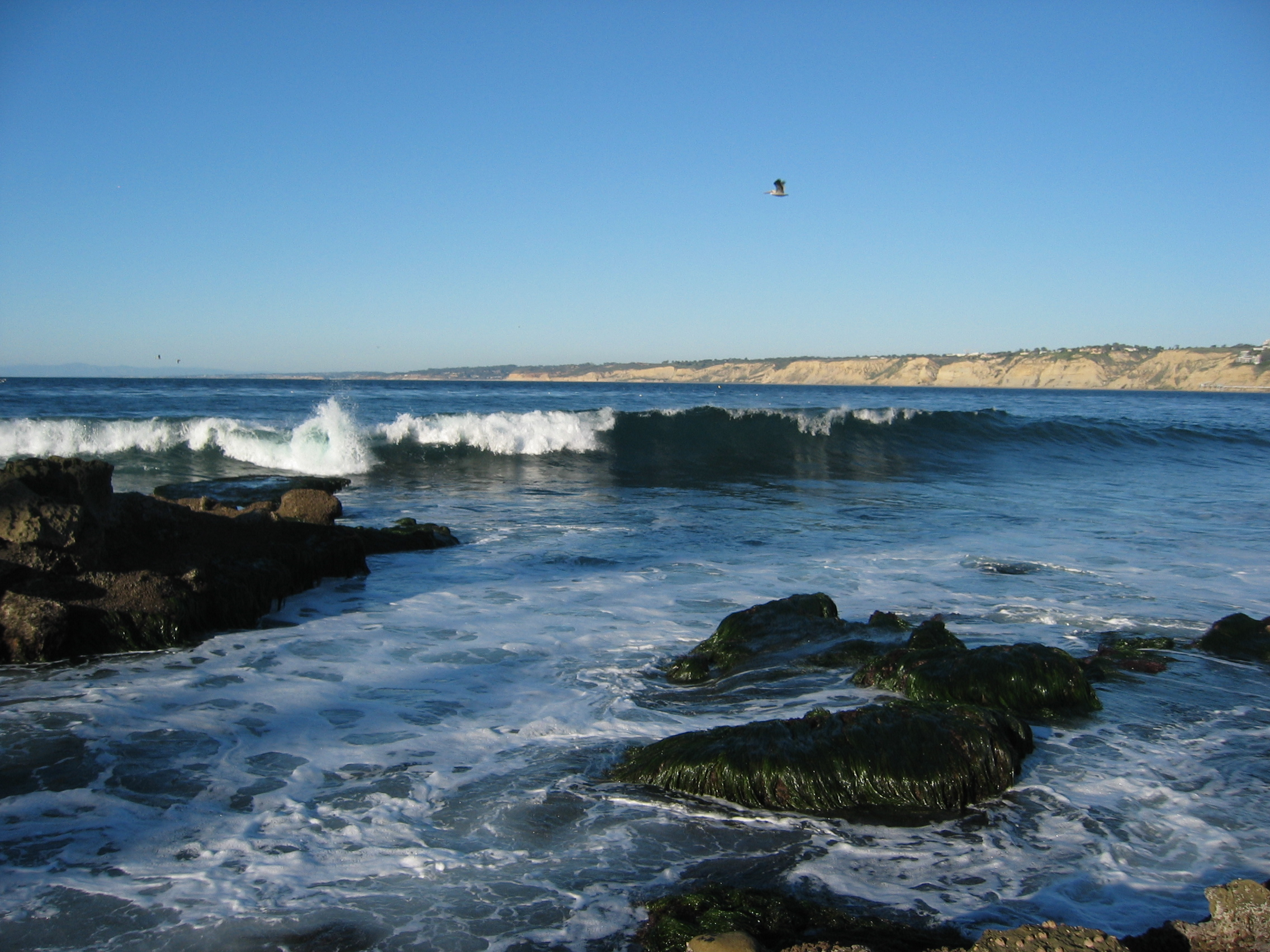
Utsikt från La Jolla Cove

La Jolla är som det mesta i södra Kalifornien, ett område storslagen natur, med en blandad geologi - stränder och klippig strandlinje, bra för varierande utomhusaktiviteter. Området har ett antal allmänna stränder, parker och shoppingområden.

### Stränder
Den största geografiska höjdpunkten i La Jolla är dess kustlinje. Populära stränder i området (söder till norr) är:
- Children's Pool Beach
- La Jolla Cove
- La Jolla Beach and Tennis Club
- La Jolla Shores
- Scripps
- Black's Beach (en nudiststrand som leder upp till Torrey Pines State Reserve)
- Windansea Beach
- Wipeout Beach

La Jolla nämns som en av stränderna i Beach Boys klassiska låt Surfin' USA.

### Mount Soledad
Mount Soledad är idag täckt av trånga vägar som följs av en massa hus med sjöutsikt efter bergsvägen.

### Exploatering
Landskapet i La Jolla är idag exploaterat. Med palmer längs gatorna, och många stora hus, har området blivit ett av de dyraste områdena kring San Diego.

## Kända personer från La Jolla

### Skådespelare
- Gregory Peck 1916-2003
- Robin Wright Penn - Film- och TV-skådespelare, gick på La Jolla High School.
- Autumn Reeser - TV-skådespelerska (OC), född i La Jolla och bodde här till 17 års ålder.
- Cliff Robertson
- Raquel Welch

### Finans
- Deepak Chopra
- David C. Copley, medlem av Forbes 400.
- Benjamin Graham
- Trip Hawkins, grundare till Electronic Arts.
- Irwin Mark Jacobs -  Styrelseordförande för Qualcomm.
- Ted Waitt, grundare av Gateway, Inc.

### Politik
- John McCain, United States Senator från Arizona, ägde ett hem i La Jolla tillsammans med Cindy McCain.[13]
- Mitt Romney, före detta guvernör av Massachusetts och presidentkandidat 2008.

### Sport
- Buzzie Bavasi - Tidigare Major League Baseball-chef som bodde i La Jolla från 1968 tills han dog 2008.
- Rolf Benirschke - Före detta placekicker för San Diego Chargers.
- Dick Enberg - Reporter för NBC Sports.
- Doug Flutie - Tidigare quarterback för San Diego Chargers.
- Joel Skinner - Före detta tränare för Major League Baseballs Cleveland Indians, född i La Jolla.

### Akademi
- Martin Bunzl, Professor i filosofi vid Rutgers University

- Gustaf Arrhenius, svensk oceanograf bosatt i La Jolla